# Ludovic Turpin
Ludovic Turpin (født 22. marts 1975) er en fransk tidligere professionel cykelrytter som blandt andet cyklede for det det professionelle cykelhold Ag2r-La Mondiale.